# Sokulec
Sokulec (ukr. Сокілець, Sokiłeć) – wieś na Ukrainie, w obwodzie tarnopolskim, w rejonie czortkowskim. W 2001 roku liczyła 281 mieszkańców.

## Historia
W II Rzeczypospolitej miejscowość stanowiła początkowo samodzielną gminę jednostkową. 1 sierpnia 1934 roku w ramach reformy na podstawie ustawy scaleniowej została włączona do zbiorowej gminy wiejskiej Potok Złoty II w powiecie buczackim, w województwie tarnopolskim.
We wsi urodził się Wołodymyr Hładun, ukraiński działacz społeczny.